# Adidas Rockstars 2017
Adidas Rockstars 2017 byl další ročník mezinárodních závodů v boulderingu třídy masters, který se uskutečnil o víkendu 15.-16. září ve Stuttgartu. Závodilo zde 60 závodníků z 20 zemí.

## Výsledky superfinále
| muži                    | ženy              |
| ----------------------- | ----------------- |
| 1. Tomoa Narasaki       | 1. Alex Puccio    |
| 2. Čchon Čong-won       | 2. Janja Garnbret |
| 3. Kokoro Fudžii        | 3. Miho Nonaka    |
| 4. Dmitrij Šarafutdinov | 4. Akijo Noguči   |
| 5. Makoto Yamauchi      | 5. Shauna Coxsey  |
| 6. Alexej Rubcov        | 5. Aja Onoe       |
|                         |                   |
| 19. Martin Stráník      | —                 |
| 6 finalistů             | 6 finalistek      |
| 21 semifinalistů        | 21 semifinalistek |
| 39 mužů                 | 21 žen            |